# Kościół św. Teresy od Dzieciątka Jezus we Wrocławiu
Kościół pw. św. Teresy od Dzieciątka Jezus – częściowo zabytkowa budowla sakralna mieszcząca kościół i aulę, przebudowany ze starszej karczmy.

## Historia
Kościół został częściowo przerobiony w 1931 roku ze stojącego już wtedy budynku karczmy, za zgodą ówczesnego arcybiskupa metropolity Wrocławskiego, Adolfa kardynała Bertrama. Tego samego roku, kościół został konsekrowany przez kardynała Bertrama. Od tamtego czasu kościół obejmuje parafię (pw. Świętej Teresy od dz. Jezus) obejmującą następujące obiekty:
- Święte Wzgórze – kaplica (sanktuarium maryjne),
- Kaplica rędzińska – kaplica cmentarna (cmentarza rędzińskiego),
- Cmentarz osobowicki – kaplica cmentarna.

## Użytkowanie
W kościele odbywają się msze święte:
- dni powszednie: godz. 18:00
- niedziele i święta: godz. 9:00, 10:30 (Rędzin), 12:00
  - od 13 maja do 13 października: godz. 17:00 (Święte Wzgórze)
  - pozostała część roku: godz. 18:00.